# Brug 1459
Brug 1459 is een civiel kunstwerk in Amsterdam-Zuidoost.

## Versie 1
De eerste versie was bedoeld als vaste voetgangersbrug tussen het gebied rondom de Hogehilweg en Metrostation Bullewijk. Ten westen van het dijklichaam waarop de metrolijn 54 (Geinlijn) ligt, werd een afwateringstocht/molenwetering gegraven voor afvoer van overtollig water. Dirk Sterenberg van de Dienst der Publieke Werken ontwierp voor deze omgeving een drietal bruggen; twee houten en een betonnen. Brug 1459 werd een van de houten bruggen, met betonnen borstweringen, gedragen door een betonnen paalfundering en twee relatief brede brugpijlers.

## Versie 2
In de jaren tien van de 21e eeuw begon Amsterdam met de verdere ontwikkeling van het Spoorpark binnen Amstel III. Daarbij moest meer ruimte geschapen worden voor de afvoer van overtollig regenwater in een verder versteende woon-/kantoorwijk. Om meer doorstroming te krijgen werd de molenwetering verbreed. Dit had tot gevolg dat de brug een obstakel werd, want de landhoofden stonden in het water. Deze moesten daarom gesloopt worden en er moest een geheel nieuwe brug worden neergelegd.
De gemeente Amsterdam en Stadsdeel Zuidoost schreven een wedstrijd uit onder architectenbureaus. Het ontwerp van Korth Tielens Architecten won die wedstrijd. De houten brug verdween. De nieuwe brug werd gemaakt van composiet op een betonnen paalfundering met twee ranke ronde pijlers. Het architectenbureau noemde de brug zelf een Bijlmerbeauty. Deze verzonnen term voert terug op de brugleuningen, waarin een deel van de geschiedenis van de Bijlmermeer verwerkt is. Bij een specifieke benadering van de brug zijn weergaven van Bijlmerbeelden in te leuningen terug te zien.
Niet alleen de bruggen werden vernieuwd, maar ook de infrastructuur van de omgeving moest aangepast worden aan de nieuwe situatie.

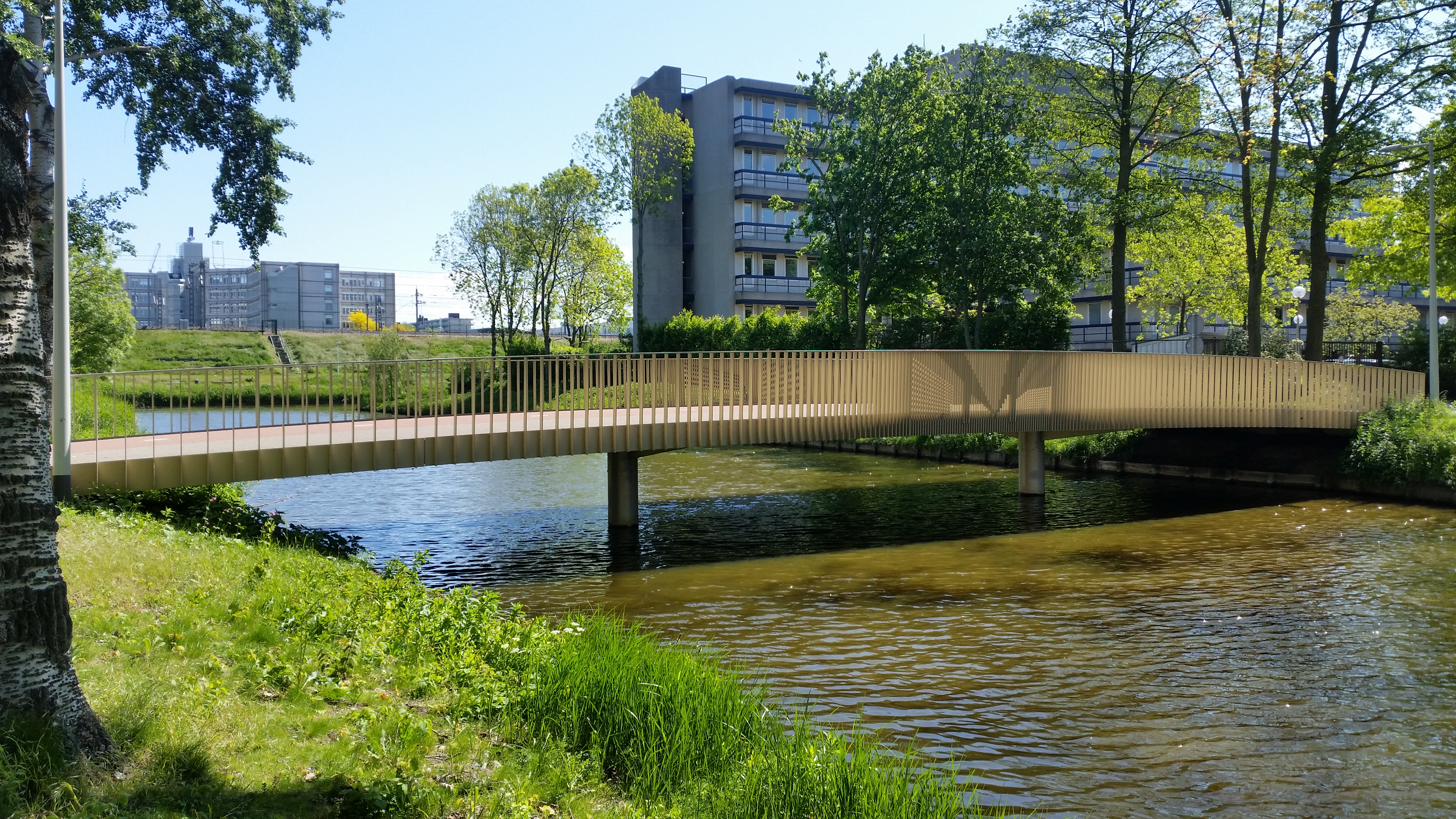
Brug 1459 in mei 2019 met in het midden een beeltenis van de Bijlmermeer (flats met metrokunstwerken)